# Liška kana
Liška kana (Vulpes cana) neboli liška Blanfordova je malá psovitá šelma, vyskytující se v jihozápadní Asii. Je blízce příbuzná fenkovi. Jedná se o vzácný, málo známý druh.

## Popis
Liška kana je drobná, nízkonohá šelma s velmi hustou a dlouhou srstí, zejména na ocase. Její tělo měří 40 – 44 cm, ocas 33 cm, hmotnost dosahuje 0,7 – 2 kg. Zbarvení je pískové se šedými tóny na hřbetě a ocase, břicho, končetiny a tlama jsou bílé. Od očí ke koutkem tlamy vedou tmavé proužky, podobně jako u geparda. Kana je malá, ale poměrně robustní, tento dojem ještě zesiluje jemná, nadýchaná srst, z níž vyčnívají dlouhé pesíky. Nejdelší srst má na ocase, který často nosí zvednutý vzhůru. Končetiny jsou krátké, tlama špičatá, ale poměrně krátká, na čenichu jsou nápadně dlouhé, černé hmatové vousy.

## Rozšíření
Kana se vyskytuje v jihozápadní Asii od Pákistánu a Tádžikistánu po Izrael, Egypt, a východní Turecko. Přes Sinajský poloostrov zasahuje do Afriky, kde žije v severovýchodním Egyptě. Vyskytuje se hlavně v horských oblastech a studených pouštích, její hustá srst je adaptací na prostředí s extrémními výkyvy teplot během dne. Zasahuje do stepí a polopouští.

## Způsob života
Kana je extrémně plachá a její pozorování v přírodě jsou dosud výjimečná. Den přespává v doupatech, umístěných pod kameny nebo ve skalních rozsedlinách. Je aktivní za soumraku a v noci, kdy vyhledává potravu. Výborně šplhá po skalách, způsobem pohybu připomíná spíše kočku než lišku. Oproti ostatním liškám je tichá, není známo, že by měla výraznější hlasové projevy. O jejím rozmnožování se mnoho neví, zvláštností jsou velmi malé vrhy – samice rodí jen 1-2 mláďata.

## Potrava
Kana se živí větším hmyzem (např. sarančaty), ještěrkami, hlodavci, drobnými ptáky a rostlinnou potravou. Zvláště ráda žere hrozny a jiné sladké plody.

## Zajímavosti
- V Íránu a Tádžikisánu je známa jako Šáh-i rubáh (královská liška), což je narážka na její cennou kožešinu. V Íránu je místy pro kožešinu lovena do pastí.
- Malé lištičky, plenící vinice, zmiňované v biblické Písni písní (Pís. 2:15), jsou zřejmě lišky kany, známé svou zálibou ve vinných hroznech.